# Rauhes Luch
Das Rauhe Luch ist ein 42,01 Hektar großes Naturschutzgebiet auf der Gemarkung der Gemeinde Nuthe-Urstromtal im Landkreis Teltow-Fläming im Land Brandenburg.

## Lage
Das Naturschutzgebiet liegt südlich des Ortsteils Märtensmühle. Westlich ist der Ortsteil Berkenbrück, südlich der Ortsteil Ruhlsdorf sowie östlich der Ortsteil Liebätz (alle zu Nuthe-Urstromtal). Südlich grenzen die Flächennaturdenkmale Porathenluch und Blankes Luch an, die zusammen mit dem Rauhen Luch sowie umliegenden Forstwäldern drei zusammenhängende Moorflächen von insgesamt 111,7 Hektar bilden. Sie gehören zur Luckenwalder Heide, die wiederum zur Großlandschaft Mittelbrandenburgische Platten und Niederungen zählt.

## Geschichte
Das Rauhe Luch entstand in der letzten Weichsel-Eiszeit, als das Eis des zurückweichenden Gletschers schmolz und sich Vertiefungen sammelte. Durch Grundwasser und Niederschlag entstanden so dauerhaft feuchte Gebiete, das sich in diesem Fall als Zwischenmoor ausprägte. Dadurch bildeten sich Grundmoränenflächen mit vereinzelten Endmoränenhöhen. Es entstand eine Landschaft mit einer mittleren Höhe von 42 m über N.N., die in Richtung Nuthe leicht abfällt.
Im 19. Jahrhundert legten Handwerker Entwässerungsgraben zur Nuthe hin ab. Fortan wurde in dem Gebiet intensiv Torf angebaut; es entstanden zahlreiche Torfstiche. Der Naturpark Nuthe-Nieplitz weist in einem Flyer darauf hin, dass das schwer zugängliche Gebiet in einer früheren Zeit als „Versteck für die Dorfbewohner gedient haben“ soll. Das Gebiet wurde mit Wirkung zum 29. Mai 1937 unter Schutz gestellt. 2002 wurde es zum FFH-Gebiet aufgewertet.
Im 21. Jahrhundert befinden sich rund 80 % der Fläche im Besitz des Landes Brandenburg. 10 % gehören privaten Eigentümern, während die restliche Fläche der Bodenverwertungs- und -verwaltungs GmbH der Gemeinde Nuthe-Urstromtal sowie dem Naturschutzfonds Brandenburg gehört.

## Flora und Fauna
Die Pflanzen im Moor gedeihen auf Torfsubstraten sowie Mittel- und Grobsanden, die durch Lehm ergänzt werden. Dort wachsen auch Moor-Birken und Moorbirkengehölz. In den mit Wasser gefüllten Torfstichen wachsen der Kleine Wasserschlauch, die Weiße Seerose, der Zwerg-Igelkolben sowie die Zwiebel-Binse. Die Ufer sind in der Regel mit Pfeifengräsern, Flatter-Binse, Ufer-Wolfstrapp, Sumpf-Haarstrang, Steif-Segge  und dem Gewöhnlichen Gilbweiderich bewachsen. Im Gebiet gedeihen weiterhin Torfmoose, der Mittlere Sonnentau, der Rundblättrige Sonnentau sowie die Gewöhnliche Moosbeere sowie das schmalblättrige Wollgras. Im südlichen Bereich wachsen auf einer inselförmigen Erhebung ein Altbestand an Eichen.
Das Luch wird von 30 brütenden Vogelarten bevölkert. Dort leben unter anderem der Kranich sowie Bekassine. Neben dem Blanken Luch ist insbesondere das Rauhe Luch eines der letzten Rückzugsorte für zahlreiche Schmetterlingsarten in Brandenburg, darunter der Hochmoor-Bläuling, das Große Wiesenvögelchen, der Spiegelkopf-Dickkopffalter sowie der Braunfleckige Perlmuttfalter. 2006 konnten 35 Arten Tagfalter nachgewiesen werden. In den Torfstichen leben bis zu 11 Libellenarten, darunter auch gefährdete Sorten wie die Nordische Moosjungfer sowie die Südliche Binsenjungfer.

## Entwicklung
Der Grundwasserspiegel ist in den vergangenen Jahrzehnten stark gesunken. Hierdurch konnte sich durch Verlandungsprozesse das Pfeifengras ausdehnen, während die torfmoosreichen Flächen zurückgedrängt wurden. Experten versuchen, den Wasserhaushalt durch eine Wiedervernässung und Gehölzentnahme zu stabilisieren. Das Entwässerungssystem soll rückgebaut und die Grundwasserneubildung gefördert werden. Die Maßnahmen sollen durch eine Entkusselung unterstützt werden. Hierzu hat der Landkreis Teltow-Fläming eine Expertengruppe eingerichtet. Langfristig ist geplant, die Kiefernforste durch Eichenwälder anzureichern und den Altholzbestand auszuweiten. Die Arbeiten begannen in den 2010er Jahren. Die Landeswaldoberförsterei Belzig geht dabei davon aus, dass das Moor pro Jahr um einen Millimeter wachsen kann. Der ursprüngliche Zustand vor dem Eingriff des Menschen könnte daher in rund 2000 Jahren wieder hergestellt sein.